# Franz Biehler
Franz Biehler (* 15. Oktober 1895 in Berlin; † 24. November 1974 in Wolfenbüttel) war ein deutscher Militärbeamter, zuletzt Generalintendant der Wehrmacht.

## Leben
Franz Biehler wurde am 1. Juni 1929 in der Wehrkreisverwaltung II (Stettin) erst Regierungsrat und hier auch am 1. Januar 1935 Oberintendanturrat.
Anfang 1938 ging er in die Abteilung V2 in das Reichskriegsministerium. Am 1. April 1938 wurde er zum Ministerialrat ernannt. Mitte 1939 war er in das OKW/WH. Am 7. November 1941 folgte seine Beförderung zum Generalintendant mit dem RDA vom 1. September 1941. Biehler wurde mit der Einrichtung der Offiziere im Truppensonderdienst (TSD) am 1. Mai 1944 in diese Laufbahngruppe versetzt und erhielt ein neues RDA. 1944 war er Leiter der Amtsgruppe Wehrmachtsverwaltung (WV).
1947 wurde er entlassen.

## Werke (Auswahl)
- Gesetzgebung, Verwaltung, Rechtsprechung. In: Zeitschrift für die Heeresverwaltung. von Heft 2, März 1940, bis Heft 8, November 1940.
- Steuerfreiheit für militärische Hoheitsakte. In: Zeitschrift für die Heeresverwaltung. Heft 2, März 1940.